# کنورا
کنورا (به انگلیسی: Kenora) یک شهرک در کانادا است که در بخش کنورا واقع شده‌است.

## خصوصیات
کنورا ۳۰٫۸۱ کیلومترمربع مساحت و ۱۵٬۳۴۸ نفر جمعیت دارد و ۴۰۹٫۷۰ متر بالاتر از سطح دریا واقع شده‌است.